# Héctor Chumpitaz
Héctor Eduardo Chumpitaz Gonzales (San Luis de Cañete, Lima, 12 de abril de 1944) es un exfutbolista y director técnico peruano. Reconocido como uno de los mejores defensores sudamericanos de todos los tiempos e incluido dentro de los cien mejores jugadores de la historia de la Copa Mundial de Fútbol por la FIFA en 2018. También es miembro de la selección histórica de la Copa América por la Conmebol.
Considerado por la FIFA como uno de los mejores defensores centrales sudamericanos de la historia, es también uno de los máximos exponentes en la historia del fútbol peruano. Se desempeñaba en la posición de defensa. Pasó la mayor parte de su carrera en Universitario de Deportes y Sporting Cristal. Actualmente, tiene una escuela de fútbol llamada como él, donde se dedica a la formación de menores. 
Fue uno de los mejores defensas centrales del mundo durante finales de los años sesenta e inicios de los años setenta y es considerado como uno de los cuatro mejores defensas sudamericanos de todos los tiempos junto con Elías Figueroa, José Nasazzi y Daniel Passarella. De grandes habilidades defensivas, excelente lectura de juego, posesión y distribución de balón e imponente rol de líder, se convirtió en una de las figuras más legendarias de Universitario de Deportes, club con el que logró 5 veces la liga peruana y fue finalista de la Copa Libertadores en 1972. 
Además de haber conseguido otros tres títulos nacionales con Sporting Cristal, Chumpitaz es recordado por haber sido capitán del seleccionado de América que jugó un amistoso contra las estrellas de Europa, entre ellas se encontraban Giacinto Facchetti, Eusebio, Johan Cruyff —que fue el capitán de Europa—, entre otras figuras. Es ahí que se gana el apodo de Capitán de América.
A nivel selección, fue durante quince años el capitán y gran baluarte defensivo de la selección de fútbol del Perú, jugando ciento cinco partidos y anotando tres goles. Se coronó campeón de la Copa América 1975, logró el tercer puesto en la Copa América de 1979 y llegó a cuartos de final en los campeonatos mundiales de México 1970 y Argentina 1978. Disputó su último partido oficial con la selección peruana el 6 de septiembre de 1981, cuando Perú consiguió la clasificación para el Mundial de España 1982, eliminando a Uruguay en el Estadio Nacional. A dicho Mundial no pudo asistir por una lesión al tendón de Aquiles.
Es junto con Percy Rojas, Eleazar Soria (campeones con Universitario en 1966, 1967, 1969, 1971 y 1974, y con Sporting Cristal en 1979 y 1980) y José Luis Carranza (campeón con Universitario en 1985, 1987, 1990, 1992, 1993, 1998, 1999 y 2000) los futbolistas con más títulos nacionales en la historia de la primera división peruana (desde 1966) con 8 títulos nacionales.
Héctor Chumpitaz es considerado por la Federación Internacional de Historia y Estadística de Fútbol como uno de los cuatro mejores defensas sudamericanos del siglo XX junto con José Nasazzi, Daniel Passarella y Elías Figueroa. Así mismo, ocupa el 35.º lugar en la clasificación del mejor jugador sudamericano del siglo XX. publicada por la misma institución en 2004. Con 65 goles en 456 apariciones es uno de los defensas más goleadores de Sudamérica e integra el top 50 de los máximos goleadores en la historia de primera división, jugando de defensor.

## Trayectoria en el fútbol

### Inicios
Tuvo sus primeros contactos con el fútbol en el equipo de la hacienda Santa Bárbara, ubicada en San Luis de Cañete, lugar donde nació. Estudió sus primeros años de la educación primaria en el Colegio de Varones N° 463 de San Luis de Cañete. Ya en Lima, en 1963, Chumpitaz jugó por un equipo de la segunda división del Perú llamado Unidad Vecinal N.º 3.

### Deportivo Municipal
Debutó en la primera división del Perú en el año 1964, con el Deportivo Municipal, equipo en el que estuvo hasta 1965. 

### Universitario de Deportes

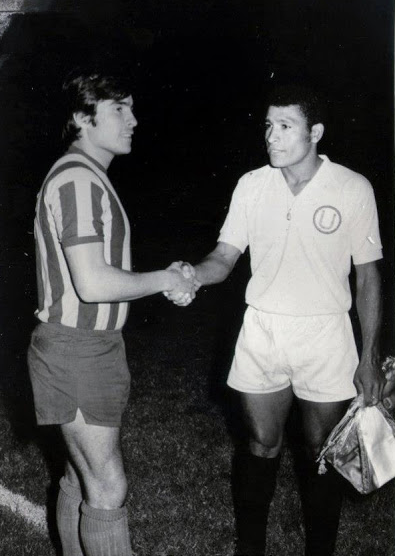
Roberto Gramajo (izquierda) y Héctor Chumpitaz (derecha) en la previa de un partido jugado el 16 de marzo de 1971.

En la temporada siguiente, pasó a Universitario de Deportes, club cuyos colores defendió durante 10 años (coincidente con la mejor época del club) y con el que logró la victoria en 5 ediciones del campeonato peruano (1966, 1967, 1969, 1971 y 1974) y fue subcampeón de la Copa Libertadores 1972. Su debut fue el 13 de agosto de 1966, en el partido contra Mariscal Sucre, y debutó con gol. En la crema compartió la defensa con buenos jugadores como Luis La Fuente, José Fernández, Fernando Cuéllar y Rubén Díaz. Siempre de apoyo a los compañeros y caracterizándose por su «doble salto» debido a su buena potencia de piernas. Se destacó por su juego técnico y aéreo, ímpetu y liderazgo, volviéndose un caudillo en el club y logrando las mejores participaciones del club a nivel internacional. Dejó el club en septiembre de 1975 para emigrar a México con un saldo de cincuenta y dos goles.

### Atlas y Sporting Cristal
Tras jugar en el Atlas de Guadalajara, regresó al Perú para vestir la camiseta del Sporting Cristal, equipo al que llegó en 1977 y en el que permaneció hasta mediados de 1984, año de su retirada. En el Sporting Cristal, engrosó su palmarés gracias a la conquista de 3 nuevos títulos nacionales 1979, 1980 (siendo este su segundo bicampeonato profesional) y en 1983.
En diciembre de 1981, Chumpitaz sufrió una seria lesión en un partido jugado ante el Coronel Bolognesi de Tacna que lo alejó de las canchas y del Mundial de España 1982. 
Reaparece en el cuadro celeste en junio de 1983 y a fin de año obtiene el Campeonato Descentralizado luego de ganar la liguilla final. Chumpitaz disputó la Copa Libertadores 1984 por el cuadro rimense, culminada esta participación se retiró del fútbol profesional.

### Director técnico
Como entrenador pasó por el Unión Huaral, Sporting Cristal desde diciembre de 1985 y toda la temporada de 1986, asimismo en el Deportivo AELU para después dedicarse a las divisiones menores.

### Vida posretiro
Actualmente, se dedica a la dirección técnica y al entrenamiento de menores formando su escuela de fútbol. El 23 de agosto de 2010, fue presentado como asistente técnico de José Guillermo del Solar, junto con José Luis Carranza, con quienes comandó al equipo de Universitario de Deportes.
El 4 de mayo de 2020, luego de ser internado un día anterior junto con su esposa por problemas respiratorios, se notificó que él y su esposa dieron positivo por la COVID-19. Afortunadamente luego de algunos días, Chumpitaz logró recuperarse y encontrarse estable.

#### Academia Héctor Chumpitaz
En 2005 fundó una academia deportiva enfocada en la formación de menores en el distrito de Comas, al norte de Lima. A la fecha, la academia ha descubierto a varios futbolistas del medio local, así como a los futbolistas de la selección peruana Edison Flores y Piero Quispe.

## Selección peruana

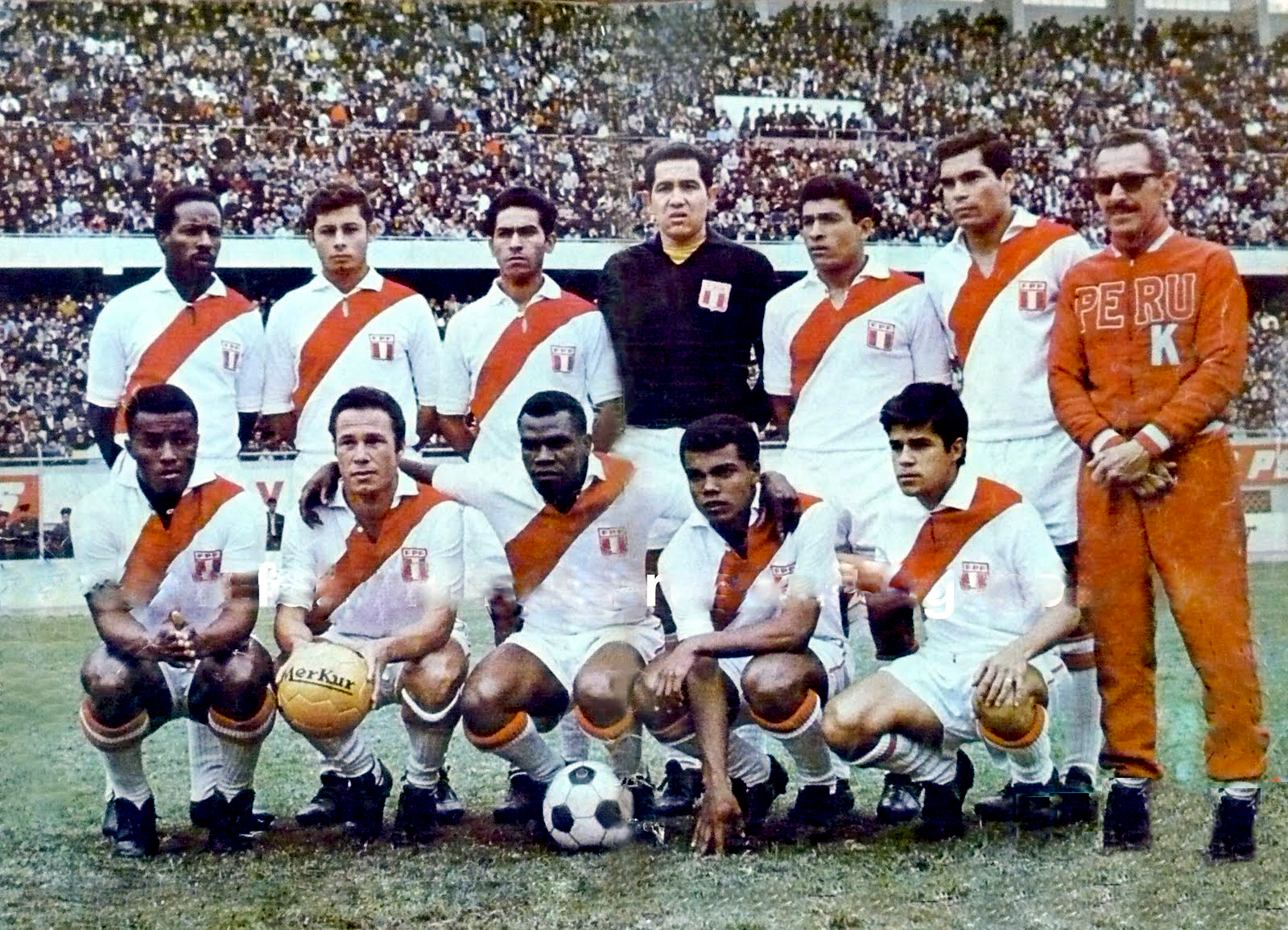
Perú en un partido de preparación para México 70

Fue internacional con la selección de fútbol del Perú en ciento cinco ocasiones y marcó tres goles. Debutó el 3 de abril de 1965, en un encuentro amistoso ante la selección de Paraguay que finalizó con marcador de 1-0 a favor de los paraguayos. El 16 de mayo de 1965, jugó su primera clasificación para un Mundial de fútbol, cuando vencieron a Venezuela por 1-0, en Lima. Su primer juego fuera de casa vino ese mismo año, enfrentando a Venezuela en Caracas, donde los peruanos vencieron por 6-3. Perú no clasificó para el Mundial de Inglaterra 1966 a pesar de estos resultados.
Fue uno de los baluartes del seleccionado peruano que eliminó a Argentina en la fase de clasificación para la Copa Mundial de Fútbol de 1970. En el primer partido, con una faena excepcional de Chumpitaz, Perú se impuso por 1-0, en el minuto 35 del primer tiempo, quitó una pelota a Héctor Yazalde en el área peruana, dribleó a Aníbal Tarabini, salió jugando y lanzó un preciso pase de 40 metros para Pedro Pablo León, quien amortiguó la pelota con el pecho y le hizo un sombrero a Agustín Cejas para conseguir el gol de la victoria. En la revancha del 31 de agosto de 1969, en la Bombonera de Buenos Aires, empataron 2-2.
En México 1970, anotó el segundo gol en la victoria del Perú sobre Bulgaria por 3-2 en la ciudad de León. Con su selección, avanzó hasta los cuartos de final, donde fueron eliminados por Brasil de Pelé, por un marcador de 4-2 en Guadalajara. En 1975 se coronó campeón de la Copa América. Posteriormente, jugó la Copa Mundial de Fútbol de 1978, avanzando a cuartos de final nuevamente, y estuvo en el partido más discutido de los mundiales contra Argentina. Con Perú jugó seis partidos en dicho Mundial, ganando dos de ellos. 
Chumpitaz fue seleccionado como capitán del equipo representante de América, ganándose de este modo el apelativo de Capitán de América. El partido lo iba ganando Europa 3-4, faltando 10 minutos, Chumpitaz anotó el gol del empate y forzó el lanzamiento de penales, en donde la selección de América se impuso por 7-6. 
Su último encuentro con la selección lo disputó el 6 de septiembre de 1981 en el empate por 0-0 ante Uruguay que clasificó a la selección peruana para el Mundial de España 1982.

### Participaciones en Copas del Mundo
| Torneo                         | Sede      | Resultado        | Partidos | Goles | Prom. |
| ------------------------------ | --------- | ---------------- | -------- | ----- | ----- |
| Copa Mundial de Fútbol de 1970 | México    | Cuartos de final | 4        | 1     | 0.25  |
| Copa Mundial de Fútbol de 1978 | Argentina | Cuartos de final | 6        | 0     | 0.00  |
| Total                          | Total     | Total            | 10       | 1     | 0.10  |

### Participaciones en Copas América
| Torneo            | Sede          | Resultado     | Partidos | Goles |
| ----------------- | ------------- | ------------- | -------- | ----- |
| Copa América 1975 | Sin sede fija | Campeón       | 9        | 0     |
| Copa América 1979 | Sin sede fija | Tercer puesto | 2        | 0     |
| Total             | Total         | Total         | 11       | 0     |

## Clubes

### Como futbolista
| Club                      | País   | Año       | Partidos | Goles |
| ------------------------- | ------ | --------- | -------- | ----- |
| Unidad Vecinal N.º 3      | Perú   | 1963      | ?        | ?     |
| Deportivo Municipal       | Perú   | 1964-1965 | 32       | 5     |
| Universitario de Deportes | Perú   | 1966-1975 | 245      | 46    |
| Atlas F. C.               | México | 1975-1977 | 60       | 7     |
| Sporting Cristal          | Perú   | 1977-1984 | 128      | 8     |
| Total                     | Total  | Total     | 465      | 66    |

### Como entrenador
| Club                | País | Año  |
| ------------------- | ---- | ---- |
| Unión Huaral        | Perú | 1985 |
| Sporting Cristal    | Perú | 1986 |
| Hijos de Yurimaguas | Perú | 1989 |
| Deportivo AELU      | Perú | 1991 |

## Participaciones internacionales
| Club                             | Competencia            | Resultado        |
| -------------------------------- | ---------------------- | ---------------- |
| Universitario de Deportes · Perú | Copa Libertadores 1966 | Fase de grupos   |
| Universitario de Deportes · Perú | Copa Libertadores 1967 | Semifinal        |
| Universitario de Deportes · Perú | Copa Libertadores 1968 | Cuartos de final |
| Universitario de Deportes · Perú | Copa Libertadores 1970 | Cuartos de final |
| Universitario de Deportes · Perú | Copa Libertadores 1971 | Semifinal        |
| Universitario de Deportes · Perú | Copa Libertadores 1972 | Subcampeón       |
| Universitario de Deportes · Perú | Copa Libertadores 1975 | Semifinal        |

## Palmarés

### Como futbolista

#### Campeonatos nacionales
| Título           | Club                      | País | Año  |
| ---------------- | ------------------------- | ---- | ---- |
| Primera División | Universitario de Deportes | Perú | 1966 |
| Primera División | Universitario de Deportes | Perú | 1967 |
| Primera División | Universitario de Deportes | Perú | 1969 |
| Primera División | Universitario de Deportes | Perú | 1971 |
| Primera División | Universitario de Deportes | Perú | 1974 |
| Primera División | Sporting Cristal          | Perú | 1979 |
| Primera División | Sporting Cristal          | Perú | 1980 |
| Primera División | Sporting Cristal          | Perú | 1983 |

#### Copas internacionales
| Título       | Club               | País          | Año  |
| ------------ | ------------------ | ------------- | ---- |
| Copa América | Selección del Perú | Sin sede fija | 1975 |

### Como entrenador

#### Torneos zonales
| Título               | Club             | País | Año  |
| -------------------- | ---------------- | ---- | ---- |
| Torneo Metropolitano | Sporting Cristal | Perú | 1986 |

### Distinciones individuales
| Distinción                                                                          | Otorgada por          | Año                                       |
| ----------------------------------------------------------------------------------- | --------------------- | ----------------------------------------- |
| Mejor central del fútbol peruano                                                    | Primera División      | 1966, 1967, 1969, 1971, 1974, 1979 y 1980 |
| Mejor defensa central de la Copa Libertadores                                       |                       | 1967                                      |
| Mejor defensa sudamericano                                                          | El Gráfico            | 1969                                      |
| Mejor defensa sudamericano del año                                                  | Diario El Mundo       | 1971                                      |
| Integrante titular y capitán de la selección de América                             | Conmebol              | 1973                                      |
| Incluido en el selecto club de los cien de la FIFA                                  | FIFA                  | 1998                                      |
| Entre los cien mejores jugadores de la historia                                     | World Soccer Magazine | 1999                                      |
| Once Ideal de Sudamérica (1958-2008)                                                | Sports Illustrated    | 2008                                      |
| Medalla dorada y estatuilla del Señor de Sipán                                      | UDCH                  | 2008                                      |
| Selección histórica de la Copa América.                                             | Conmebol              | 2011                                      |
| Nombrado en el top 100 de los mejores futbolistas de la historia de los mundiales   | The Guardian          | 2014                                      |
| Entre los treinta mejores defensores de la historia del fútbol                      | Goal.com              | 2018                                      |
| Nombrado uno de los mejores defensores sudamericanos de todos los tiempos           | FIFA                  | 2018                                      |
| Incluido dentro de los cien mejores jugadores de la historia de las Copas del Mundo | FIFA                  | 2018                                      |
| Incluido en el once ideal histórico de América                                      | Telemundo Deportes    | 2018                                      |
| Elegido como uno de los mejores defensores de todos los tiempos                     | Diario AS             | 2019                                      |
| Incluido en el once histórico de la selección peruana                               | IFFHS                 | 2022                                      |

## Récords
- Futbolista de la selección peruana con mayor número de participaciones como capitán (noventa partidos).
- Futbolista de la selección peruana con más participaciones en eliminatorias para la Copa Mundial de Fútbol, 5 veces (1966, 1970, 1974, 1978 y 1982).
- Segundo futbolista de la selección peruana con más presentaciones (ciento cinco partidos).
- Defensa más goleador en la historia del fútbol peruano (sesenta y cinco goles).
- Es el futbolista peruano que más títulos nacionales ha obtenido en su país, al igual que José Luis Carranza y Percy Rojas, ocho en total.
- Es el séptimo máximo anotador sudamericano de la historia, jugando como defensor. (sesenta y cinco goles).

## Controversia judicial
En 2004 Chumpitaz fue sentenciado a cuatro años de libertad condicional por complicidad en el delito de peculado, como parte del juicio a Vladimiro Montesinos.